# Lijst van straten in Doorn
Dit is een lijst van straten in Doorn en hun oorsprong/betekenis. 
- Aalbes - aalbes
- Aardbei - aardbei
- Abrikozengaard - abrikoos
- Acacialaan - acacia
- Achterweg -
- Amersfoortseweg - richting Amersfoort
- Appelgaard - Appel (vrucht), soort fruit, ook de boom die dit fruit draagt
- Audrey Hepburnlaan - Audrey Hepburn
- Austerlitzseweg - richting Austerlitz, een plaats in Nederland, nabij de Pyramide van Austerlitz. De plaats en de Pyramide danken hun naam aan de hierboven genoemde veldslag.
- Banckertlaan - Adriaen Banckert, een 17e-eeuwse Nederlandse admiraal.
- Beatrixlaan - Beatrix der Nederlanden
- Bergweg -
- Berkenheuvel - berk, loofboom
- Berkenweg - berk, loofboom
- Beukenlaan - beuk (boom) (Fagus sylvatica), een boom uit de beukenfamilie, maar ook de algemene naam voor een boom uit het geslacht Fagus, of van sommige andere geslachten in de napjesdragersfamilie, zoals haag- en hopbeuk (die eigenlijk berken zijn)
- Beukenrodelaan - naar het Jachthuis op het landgoed Beukenrode
- Bloemengaard -
- Boekweitakker - boekweit
- Bosbes - bosbes
- Boslaan -
- Boswijklaan -
- Braam - Braam (geslacht) (Rubus), een plantengeslacht
- Broekweg -
- Buntlaan -
- Buurtweg -
- De Beaufortweg -
- De Geer van Jutfaaslaan -  B.J.L. baron de Geer van Jutfaas, voorman van de Vrij-Antirevolutionaire Partij
- De Ruyterlaan - Michiel de Ruyter, admiraal
- Domlaan -
- Domproostlaan -
- Doornveldlaan - rijksmonument, kasteel Doornveld Kasteel Doornveld
- Dorpsplein -
- Dorpsstraat -
- Dotter -

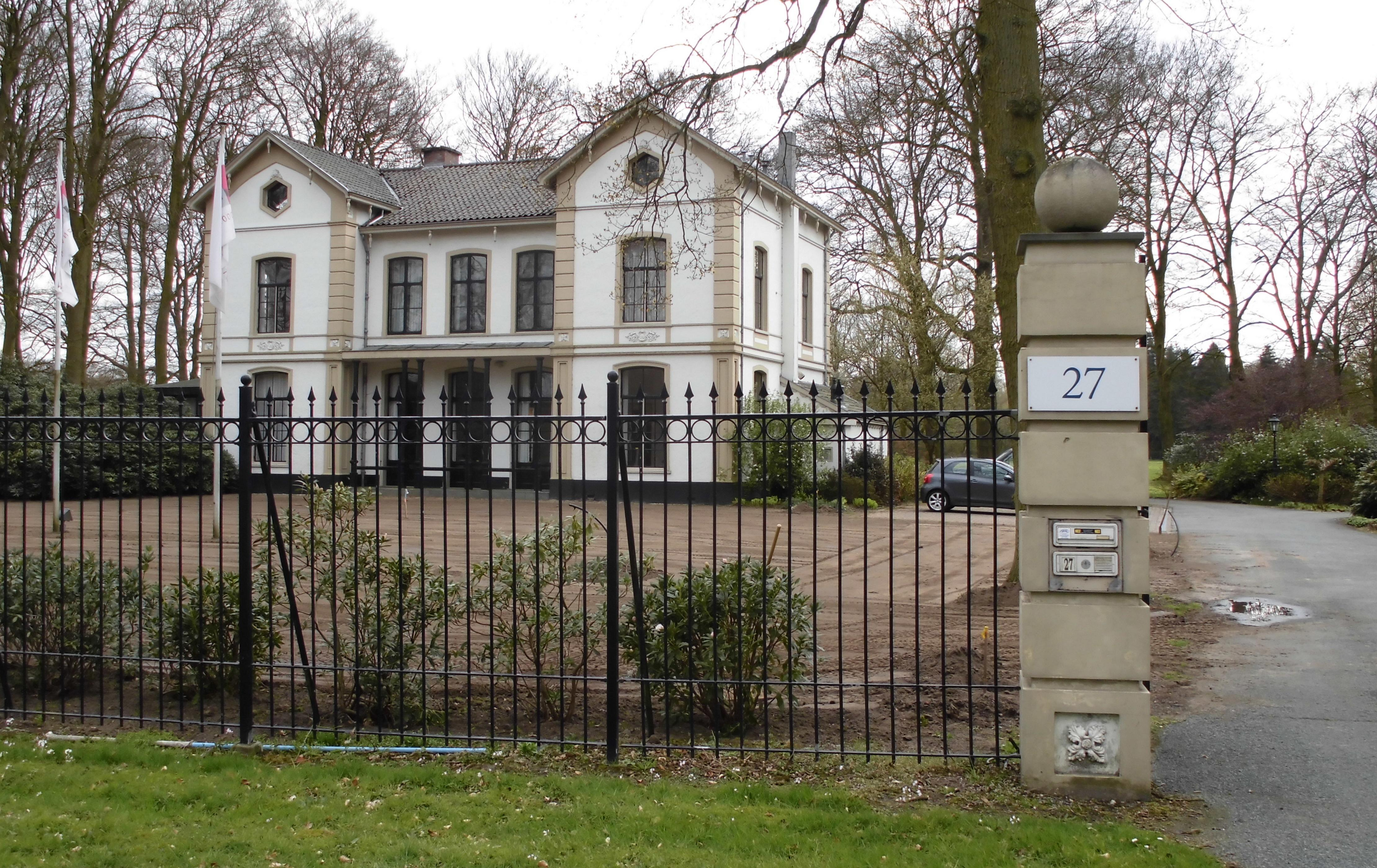
Kasteel Doornveld

- Dr Guttmannlaan - Ludwig Guttman, een Duitse neuroloog die de oprichter was van de Paralympics. Hij wordt beschouwd als een van de stichters van de gehandicaptensport.
- Driebergsestraatweg - Driebergen
- Drift - een oude schapendrift
- Dwarsweg -
- Eikenlaan - eik
- Emmalaan - Emma van Waldeck-Pyrmont, prinses van Oranje-Nassau
- Evertsenlaan - Johan Evertsen (1600-1666), admiraal in de Tachtigjarige Oorlog en de Eerste en Tweede Engels-Nederlandse Oorlog
- Fazant - fazant, vogelsoort
- Frambozengaard - framboos
- Frans Halslaan - Frans Hals, schilder
- Frans van Dijklaan - Frans Van Dijk, Belgisch architect. Hij is een belangrijke vertegenwoordiger van het eclectisme in de architectuur.
- Fré Dommissehof - Fré Dommisse (1900-1971), Nederlandse schrijfster, overleden in Doorn waar ze een kunsthandel bezat.
- Geersteeg -
- Gezichtslaan - Gezicht op Huis Doorn, tot 1910 liep deze laan door tot aan het kasteel. Toen werd het deel vanaf de dorpstraat naar het kasteel afgesloten voor het publiek.
- Gooyerdijk -
- Grutto - grutto
- Haverakker - haver
- Hazelnoot - hazelnoot
- Heuleweg - Hoofdmeester Heule was medeoprichter en vele jaren voorzitter van de "Woningstichting Patrimonium"
- Heuvelweg -
- Hoog Moersbergen - Kasteel Moersbergen
- Hoogsteeg -
- Hoolweg -
- Hydeparklaan - Hydepark (Doorn), landgoed en conferentiecentrum in Doorn.
- IJskelderlaan - ijskelder
- Jacob van Ruysdaellaan - Jacob van Ruysdael
- Jan Ligthartlaan - Jan Ligthart
- Jan Steenlaan - Jan Steen, schilder
- Julianaweg - Juliana der Nederlanden
- Kaaplaan -
- Kampdwarsweg -
- Kampweg - Deze weg liep in 1804, over de heide naar Kamp Zeist van de Franse generaal Marmont
- Kapelweg - genoemd naar de toen aanwezige kapel.
- Karel Doormanlaan - Karel Doorman
- Kerklaan -
- Kerkplein -
- Kersengaard - Kers (fruit), het steenfruit van kersenbomen;
- Kievit - kievit, weidvogel
- Klaproos - klaproos
- Klaver - klaver (plant)
- Kombos -
- Koninginneweg -
- Korenbloem - korenbloem
- Kortenaarlaan -
- Kortenburglaan -
- Kruisbes - kruisbes
- Kwartel - kwartel
- Langbroekerweg - naar Langbroek (plaats), een dorp in de gemeente Wijk bij Duurstede in de Nederlandse provincie Utrecht
- Leersumsestraatweg - Leersum
- Leeuwenburgerlaan -
- Leeuwerik - leeuwerik, vogelsoort
- Lijsterbes - lijsterbes, plantensoort
- Ludenlaan - mr Luden, bewoner van kasteel Moersbergen
- Maarnse Voetpad - Maarn
- Maarsbergseweg - Maarsbergen
- Mariniersweg -
- Mesdaglaan - Mesdag, schilder
- Middenlaan -
- Moersbergselaan - Kasteel Moersbergen
- Molenweg -
- Montroselaan -
- Morel - morel (Prunus cerasus), oftewel zure kers;
- Nassaulaan -
- Notengaard -
- Oranjelaan -
- Oude Arnhemse Bovenweg -Arnhem
- Oude Molenweg -
- Oude Rijksstraatweg -
- Oude Woudenbergseweg - Woudenberg
- Padland -
- Palmweg -
- Park Boswijk -
- Parklaan -
- Patrimoniumweg -
- Paulus Potterlaan - Paulus Potter, schilder
- Perengaard - Peer (vrucht), soort fruit
- Perzikengaard - perzik
- Piet Heinlaan - Piet Hein (zeevaarder) (1577-1629), Nederlands kapitein en vlootaanvoerder, bekend van de verovering van de Zilvervloot.
- Pittesteeg -
- Plein 1923 -naar jaartal aanleg plein (1923), daarvoor was het een moestuin
- Postweg - weg van Utrecht naar Arnhem waar de postkoetsen en paardenkoeriers over reden als de Leersumse straatweg onbegaanbaar was.
- Prins Bernhardlaan - Bernhard van Lippe-Biesterfeld (1911-2004), lid van het Nederlandse Koninklijk Huis
- Prins Hendrikweg - Hendrik van Mecklenburg-Schwerin (1876-1934), gemaal van koningin Wilhelmina
- Putter - putter, vogelsoort
- Rembrandtlaan - Rembrandt van Rijn, schilder
- Remise - In de tijd van de trams was hier een Remise
- Roggeakker - rogge, graansoort
- Rozenlaan - De roos, een plant die tot het geslacht Rosa behoort
- Schimelpenninck van der Oyelaan - Alphert Schimmelpenninck van der Oye (1880-1943) was een Nederlands sportbestuurder en burgemeester van Doorn
- Sandenburgerlaan -
- Schapendrift - waarlangs de schapen werden gedreven
- Schoollaan - Laan waar tot 1965 de oude dorpsschool stond
- Schoonoordselaan -
- Simon Vestdijkhof - Simon Vestdijk, schrijver
- Sint Helenalaan - Helena (heilige) of Helena van Constantinopel, een heilige
- Sitiolaan - Oud Sitio is een buitenplaats in de gemeente Doorn. Sitio betekent 'ik heb dorst', het buitenhuis werd als zomerverblijf gebouwd door de familie Munter.[1]
- Sitiopark - zie hierboven
- Sparrenlaan - spar
- Speenkruid - speenkruid, plantensoort
- Stamerweg -
- Sterkenburgerlaan - Sterkenburg, een buurtschap en ridderhofstad in Driebergen-Rijsenburg, nu deel van de gemeente Utrechtse Heuvelrug.
- Tarweakker - tarwe
- Torenlaan -
- Tromplaan - Maarten Harpertszoon Tromp, admiraal
- Tuilland -
- Van Bennekomweg - Willem George August Lochmann van Bennekom (1828-1901) was een Nederlands kolonel der infanterie van het Nederlands-Indische leger, ridder in de Militaire Willems-Orde vierde klasse, geboren in Doorn.
- Van der Leelaan -
- Van Galenlaan - Jan van Galen, 17e-eeuwse Nederlandse vlootvoogd
- Van Ghentlaan - Willem Joseph van Ghent, Nederlands admiraal uit de 17e eeuw.
- Van Heemskercklaan -
- Van Kinsbergenlaan - Jan Hendrik van Kinsbergen, een 18e-eeuwse Nederlandse officier.
- Van Nagelllaan - Van Nagell is een oude adellijke, Nederlandse en deels Duitse familie die vooral bestuurders voortbracht en sinds 1547 nauw verbonden is met kasteel Ampsen.
- Van Speyklaan - Jan van Speijk, een Nederlands kanonneerbootcommandant tijdens de Belgische opstand.
- Vermeerlaan - Johannes Vermeer, schilder
- Vincent van Goghlaan - Vincent van Gogh, schilder
- Vita Novalaan -
- Vlierbes - vlierbes, plantensoort
- Vogelweide -
- Vossensteinsesteeg -
- Vossenweg - Vos (dier), gewone of rode vos
- Vruchtengaard -
- Walstro - walstro, plantensoort
- Waterhoen - waterhoen
- Wijngaardsesteeg -
- Wilhelminaweg -
- Willem de Zwijgerlaan - Willem de Zwijger
- Witte de Withlaan - Witte de With
- Woestduinlaan -
- Zandspoor -